# Bò Parthenay
Bò Parthenaise là một giống bò Pháp. Giống bò này được đặt tên theo tên thị trấn Parthenay trong vùng Deux-Sèvres, Nouvelle-Aquitaine, miền tây nước Pháp. Trước đây, bò Parthenaise là một giống đa dụng, được nuôi dưỡng với mục đích cho sữa, thịt và công việc đồng áng, nhưng hiện nay được nuôi chủ yếu để lấy thịt.
Một cuốn sách được thành lập năm 1893:267 hoặc 1894. Từ thời điểm đó số lượng bò giống này bắt đầu suy giảm. Điều này một phần là do cơ giới hóa nông nghiệp, làm giảm nhu cầu về bò, và một phần là do sự cạnh tranh từ các giống bò chuyên biệt bắt đầu đến khu vực từ các vùng khác của Pháp: Bò Maine-Anjou và sau đó là Bò Charolaise cho thịt bò, Bò Normande và sau đó là Bò Friesian cho sữa. Sau Chiến tranh thế giới thứ hai, Parthenaise vẫn được chăn nuôi chính yếu tại Vendée và Gâtine, nhưng đang bị đe dọa, cả hai đều gặp khó khăn trong việc tìm kiếm những con bò đáp ứng các quy định nghiêm ngặt về đăng ký thụ tinh nhân tạo, và giảm đàn bằng cách tiêu hủy bệnh lao bò. Đến những năm 1960, rõ ràng là mục tiêu hai mục đích của giống bỏ này không còn khả thi nữa, vào năm 1971 quyết định được đưa ra, giống bò này được chọn nuôi để sản xuất thịt bò. Kể từ thời điểm đó dân số đã phát triển một cách nhất quán: số lượng bò giống tăng từ 7.000 năm 1990 lên 33.000 năm 2008. Trong năm 2014, tổng số lượng cá thể của giống bò này được báo cáo ở mức 43.187 con.